# Болгарія на зимових Олімпійських іграх 1988
Болгарія брала участь у зимових Олімпійських іграх 1988 складом з 26 спортсменів у 7 видах спорту

## Спортсмени
| Дисципліна          | Чоловіки | Жінки | Разом |
| ------------------- | -------- | ----- | ----- |
| Біатлон             | 5        | 0     | 5     |
| Бобслей             | 5        | 0     | 5     |
| Гірськолижний спорт | 4        | 0     | 4     |
| Лижні перегони      | 5        | 0     | 5     |
| Санний спорт        | 2        | 1     | 3     |
| Стрибки з трампліна | 2        | 0     | 2     |
| Фігурне катання     | 1        | 1     | 2     |
| Разом               | 24       | 2     | 26    |